# Жесир дауы
Жесир дауы (каз. жесір дауы, «споры за вдову») — в традиционном казахском обществе споры за вдову, которые возникали между отдельными родами в случае нарушения родственниками (или самой вдовой) аменгерства (положения, закреплённого нормами адата, согласно которому вдова обязана выйти замуж за брата умершего мужа). В основе спора — женщина, за которую был выплачен калым. В случае, если вдова отказывалась вступить в брак с братом покойного мужа (или его родственником) или выходит замуж за лицо из другого рода, сторона, уплатившая калым, имела право требовать возврата его в двойном размере.